# كارل هاغ
كارل هاغ (بالإنجليزية: Carl Haag)‏  (و. 1820 – 1915 م) هو رسام من المملكة المتحدة لبريطانيا العظمى وأيرلندا، ولد في إرلنغن، توفي في أوبرفيزل، عن عمر يناهز 95 عاماً.

## معرض صور

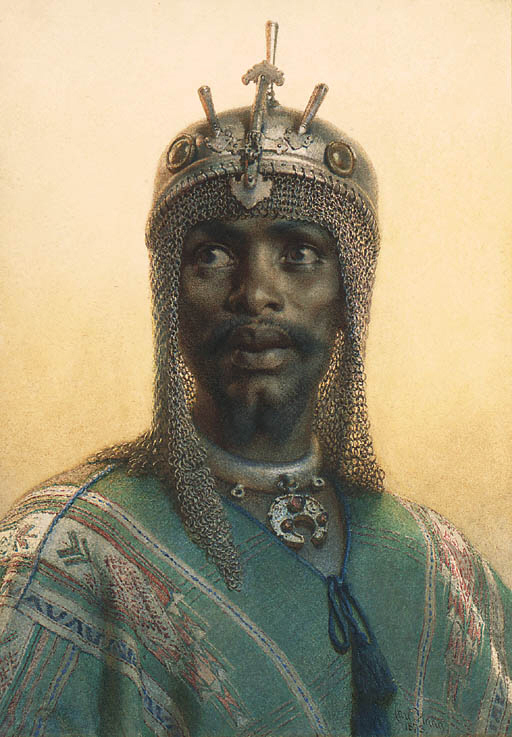
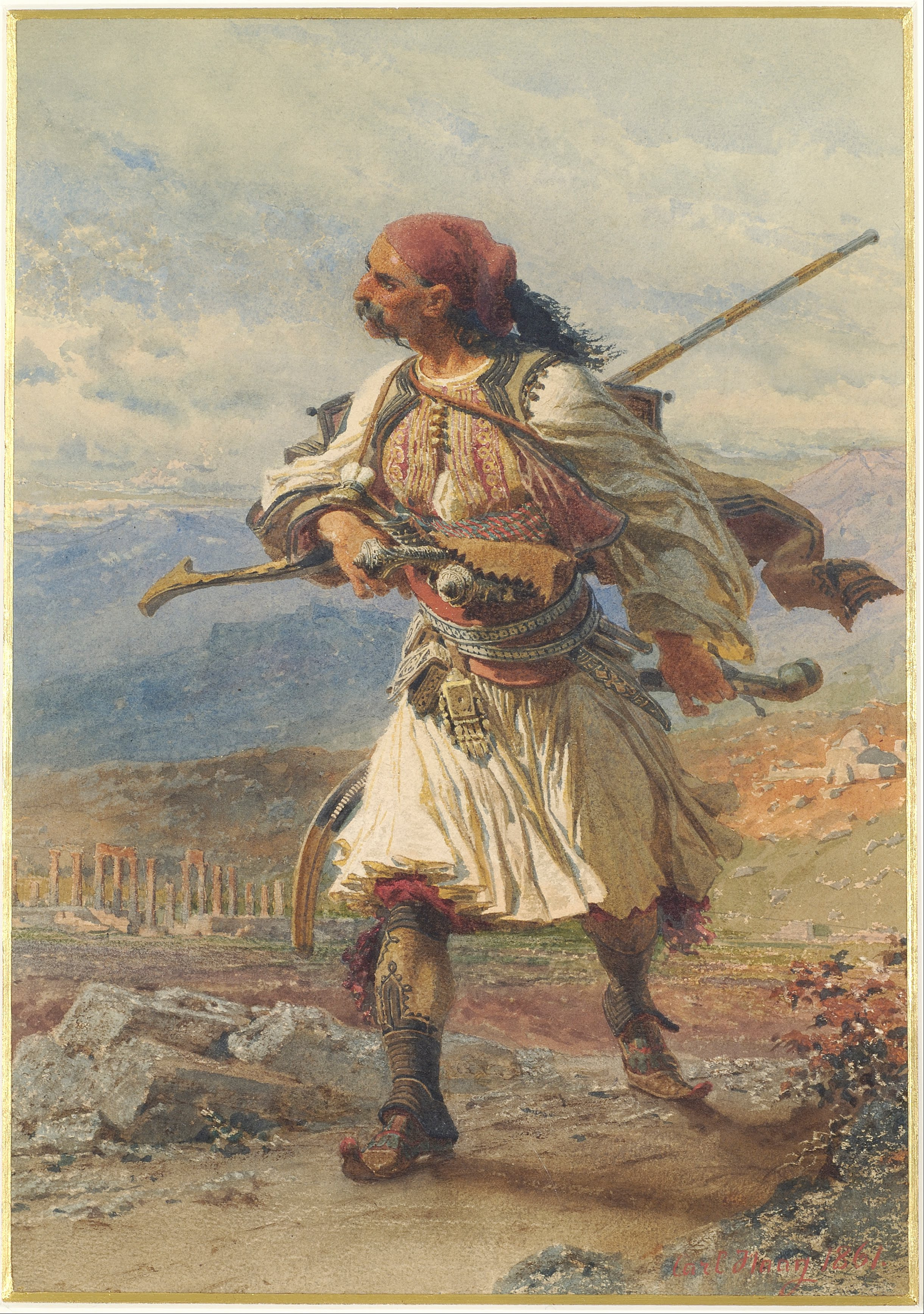
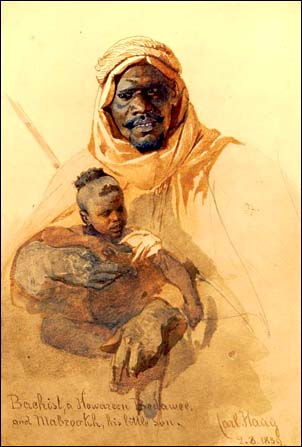
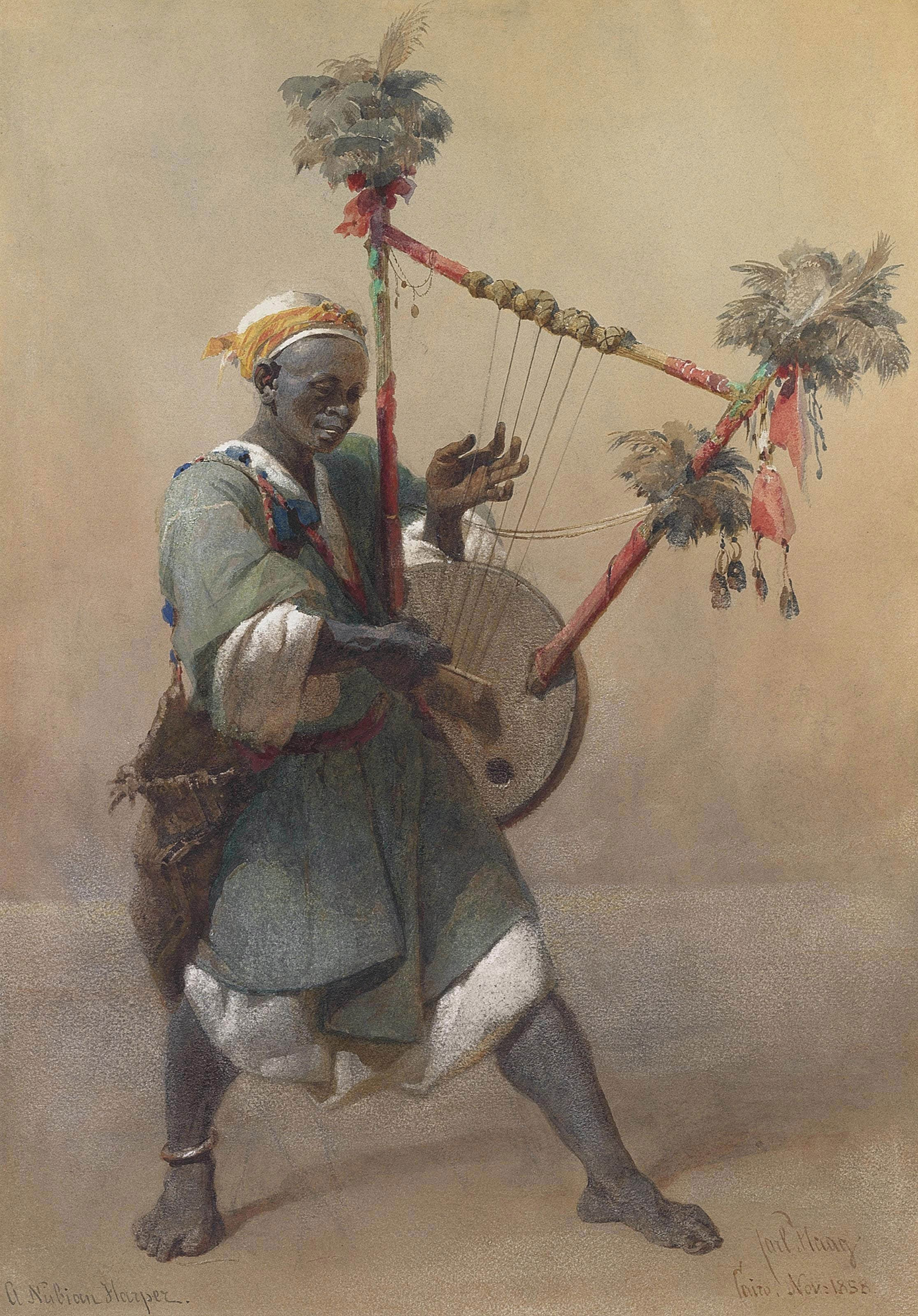

## التعليم
تعلم في أكاديمية الفنون الجميلة في نورنبرغ ‏.

## الخدمة العسكرية
خدم في الجيش البريطاني.